# Aeronautică

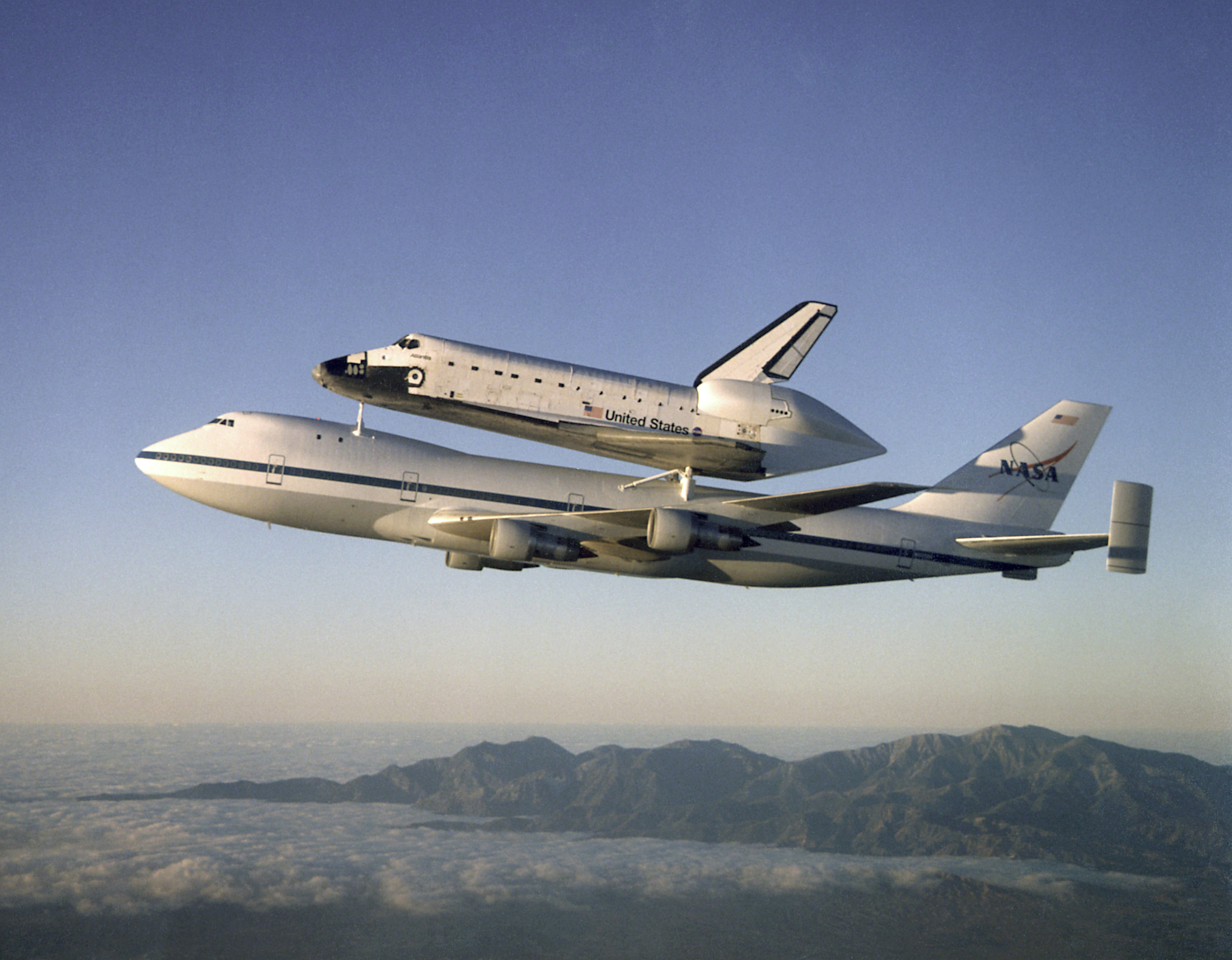
Naveta spațială Atlantis pe Shuttle Carrier Aircraft.

Primele aparate de zbor create de om(baloanele umplute cu aer cald) se bazau pe legea lui Arhimede. În anul 1783 frații Montgolfier au ridicat în aer un asemenea aparat, deschizând epoca aerostaticii. Primul zbor cu om la bord s-a realizat în Franța la Trefuentec, în anul 1857, de către căpitanul J.M. le Bris cu un planor. În 1903 frații Wright au reușit pentru 12 secunde numai, un zbor motorizat de 37 de metri, inaugurând epoca aparatelor mai grele decât aerul. Astfel la începutul secolului XXI ne găsim în epoca spațială.
O parte semnificativă a științei aeronautice este o ramură a dinamicii numită aerodinamică, care se ocupă de mișcarea aerului și modul în care acesta interacționează cu obiectele în mișcare, cum ar fi o aeronavă.

## Categorii

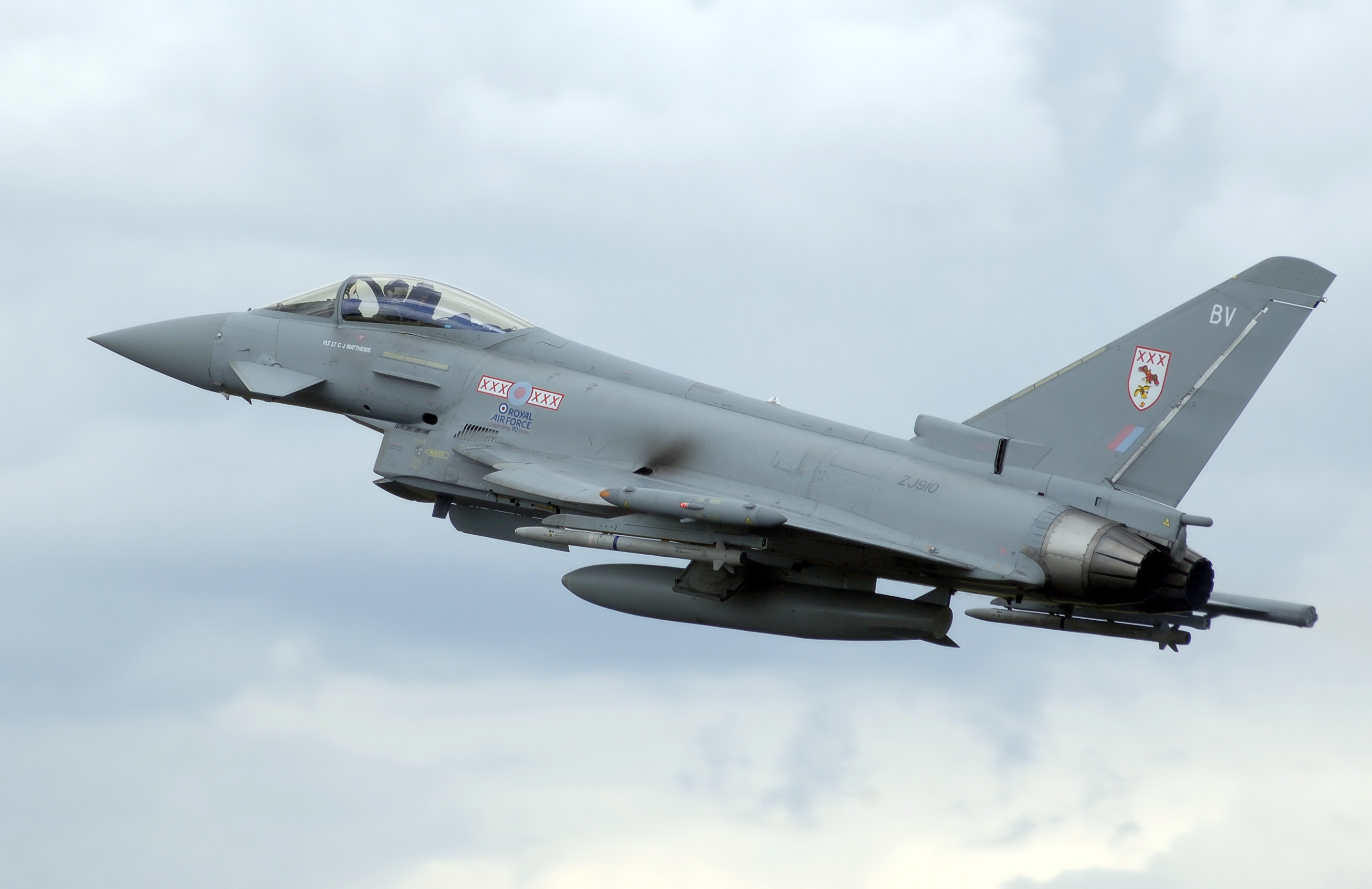
Eurofighter Typhoon.

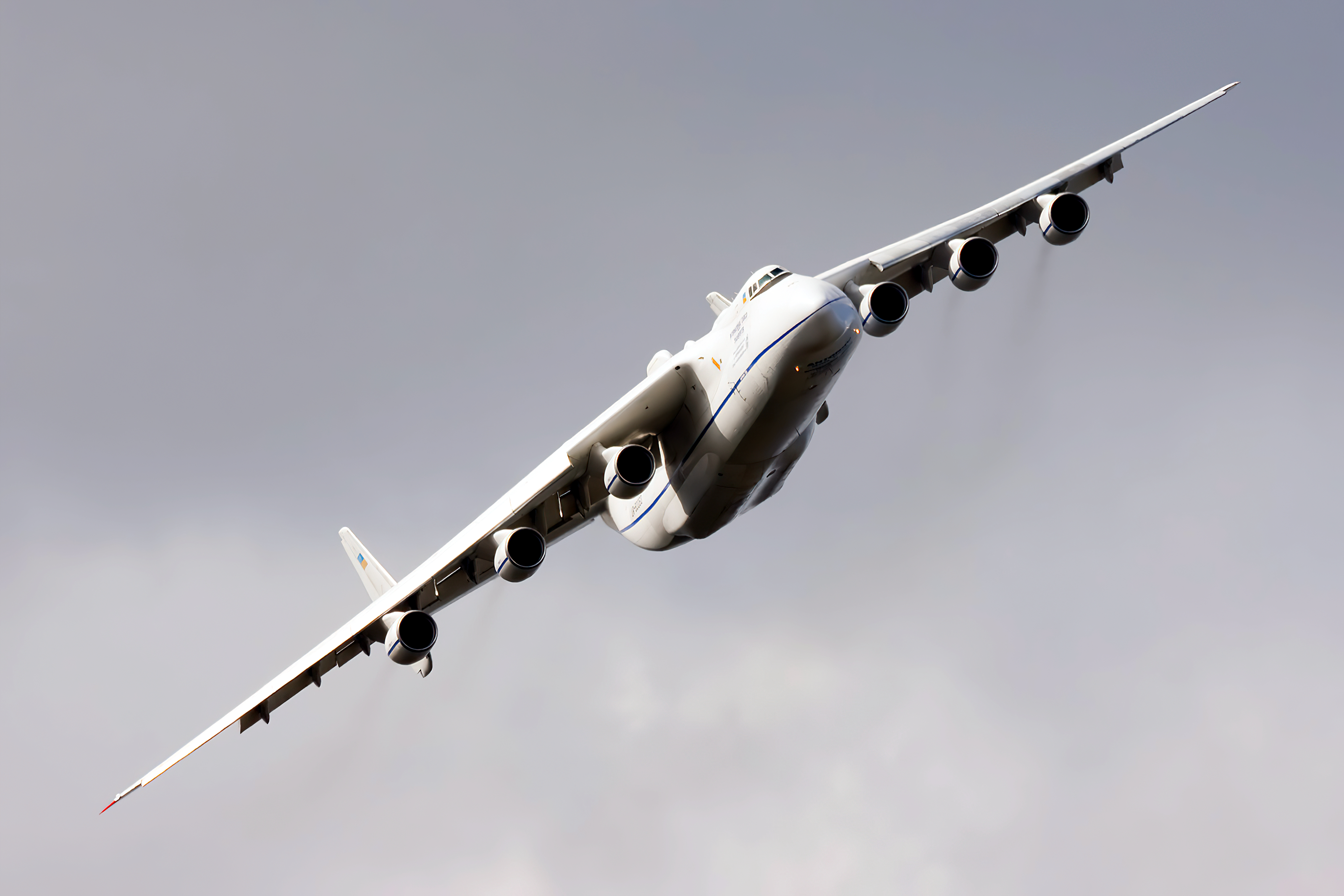
Antonov An-225 Mriya, cel mai mare avion construit vreodată

Aeronautica poate fi împărțită în trei categorii principale, cuprinzând aviația, știința aeronautică și ingineria aeronautică. 

### Aviația
Aviația este arta sau practica aeronautică. Din punct de vedere istoric, aviația însemna zbor mai greu decât aerul, dar astăzi include zborul cu baloane și aeronavele. 

### Știința aeronautică
Știința aeronautică acoperă teoria practică a aeronauticii și aviației, inclusiv operațiunile, navigația, siguranța aeriană și factorii umani. 
Un pilot candidat trebuie să studieze pentru o calificare în domeniul științei aeronautice.

### Inginerie aerospațială
Ingineria aeronautică acoperă proiectarea și construcția aeronavelor, inclusiv modul în care sunt alimentate, modul în care sunt utilizate și modul în care acestea sunt controlate pentru o funcționare sigură.
O mare parte din ingineria aeronautică este aerodinamica, știința de a trece prin aer.
Odată cu creșterea activității în zborul spațial, în zilele noastre aeronautica și astronautica sunt adesea combinate ca inginerie aerospațială.